# Ullareds landsfiskalsdistrikt
Ullareds landsfiskalsdistrikt var 1918-1941 ett landsfiskalsdistrikt i Hallands län, bildat när Sveriges indelning i landsfiskalsdistrikt trädde i kraft den 1 januari 1918, enligt beslut den 7 september 1917. Landsfiskalsdistriktet avskaffades den 1 oktober 1941 (genom kungörelsen 28 juni 1941) när Sverige fick en ny indelning av landsfiskalsdistrikt. Av dess ingående områden överfördes kommunerna Fagered, Källsjö, Köinge, Okome, Svartrå och Ullared till Falkenbergs landsfiskalsdistrikt och kommunerna Gunnarp och Gällared till Årstads landsfiskalsdistrikt.
Landsfiskalsdistriktet låg under länsstyrelsen i Hallands län.

## Ingående områden

### Från 1918
Faurås härad:
- Fagereds landskommun
- Gunnarps landskommun
- Gällareds landskommun
- Källsjö landskommun
- Köinge landskommun
- Okome landskommun
- Svartrå landskommun
- Ullareds landskommun